# Harry Kornelis
Harry Kornelis (Zwolle, 29 juni 1928 - 6 januari 2008) is een Nederlands voormalig voetballer. Hij stond onder contract bij PEC Zwolle. In november 2002 wordt Harry samen Gerrit Rhee benoemd tot Lid van Verdienste bij FC Zwolle.

## Statistieken
| Seizoen | Club   | Land      | Competitie       | Wed. | Goals |
| ------- | ------ | --------- | ---------------- | ---- | ----- |
| 1953/54 | PEC    | Nederland | Tweede klasse    | -    | -     |
| 1954/55 | PEC    | Nederland | Tweede klasse    | -    | -     |
| 1955/56 | PEC    | Nederland | Eerste klasse A  | -    | -     |
| 1956/57 | PEC    | Nederland | Tweede divisie A | -    | 0     |
| 1957/58 | PEC    | Nederland | Tweede divisie A | -    | 0     |
| 1958/59 | PEC    | Nederland | Tweede divisie B | -    | 0     |
| Totaal  | Totaal | Totaal    | Totaal           | -    | -     |